# 康同薇
康同薇（1878年12月—1974年），字文双，号薇君，康有为长女。从小通读中西典籍，精通日、英两门外语，是父亲最得力的助手和最忠实的追随者。

## 生平

### 早年
康有为是男女平等论者，且对女儿呵护备至，因而康同薇从小就接受的就是那时最先进和全面的教育。父亲大力栽培的同时，她也不断地努力充实自己，得到了康有为“天资颇颖，勤学强记”的称赞。
康有为在康同薇很小的时候就鼓励她学习外语，尤其是日文和英文。因为康有为自己不懂英文和日文，在编纂相关书籍时遇到很多困难，于是就将希望寄托在女儿身上，希望她将来可以有所作为，不要因不会外语被束缚。而康同薇果然不负父望，十五岁时就可以替父亲翻译日文书籍。康有为的《日本变政考》、《日本书目志》、《波兰分灭记》等书的完成离不开康同薇翻译的大量日文资料。其中《日本变政考》是康有为所作书中较为重要的一本，维新变法的内容、方式以及纲领都包含在其中。外语的精通不仅让康同薇成为同时代人里为数不多的拥有外语能力的人，更让她成为了同时代女性中的佼佼者。 
一八九二年，康有为将工作重点放在编辑《孔子改制考》上。他认为“欲窥孔子之学者，必于《春秋》”。然而阐释《春秋》的典籍纷繁复杂，为了还原《春秋》的原貌，需要审视甄别大量的古籍文章，而这个艰巨的学术任务由康同薇承担。先不说还原经典所需的学识和辨别能力，只康同薇可以在花样年华安静坐下着手这份晦涩而繁重的工作就是一件十分了不起的事情。据说这项工作前前后后耗费了十多年，直到1911年才有眉目。此外同薇十五岁时还以二十四史为根据，编辑整理出了《各国风俗制度考》，这本书后来作为变法维新的重要参考数据上呈给皇上。

### 擔任記者
维新变法前，清政府和社会给妇女套上了沉重的枷锁，将妇女牢牢的困在家中，任何抛头露面的事情都是伤风败俗的。然而在康有为等人的积极倡导下，办报、办会、办学等活动开始在社会兴起，女性之中的两大重要运动也开始展开：不缠足和兴女学。康有为在变革社会的同时，也将自己的女儿从传统中解放，使得变革意识强烈的康同薇成为主力，站在维新的前沿。
由于康同薇是康有为的第一个女儿，他十分关心康同薇的成长，他希望将来康同薇可以成为一名记者。1896年秋，康有为及其弟康广仁奔赴澳门与何穗田（何廷光）商讨创办《知新报》的相关事宜。11月，康有为写信给康同薇，寄予她成为女报人的期望：“此间议西人甚多，彼亦极殷勤，并见其家妇，将来来往不患一切，语言文字不患不通也。汝现在仍以多读中书，学习中国文章，俾可充报馆主笔之才为最要。”
1897年2月22日《知新报》在澳门创办，康同薇担任记者，同时兼任主笔和编辑，成为中国第一位女记者。该报不设主笔，在所有撰写论说的二十多人中，康同薇是惟一的女性。
康同薇的第一篇论说于1987年9月26日刊于《知新报》第32册，题为《论中国之衰由于士气不振》，署名南海康同薇，此时她年仅18岁。作为一介女子，她以笔为器，提出“士”的标准并论证“士气”与民族兴衰的关系；她认为中国疲软贫弱是因为“士”气不振。当年由女性撰写文章，向大多数男性读者讲述国家兴衰，是一件破天荒的大事。 
1898年5月11日，她的第二篇论说发表在《知新报》第52册，题为《女学利弊说》。在此文中，她介绍了欧美国家的女性教育情况，阐明女子教育与国家强弱之间的关系，提出“遍立小学校于乡，使举国之女粗知礼义，略通书札，则节目举矣；分立中学校于邑，讲求有用之学，大去邪僻之习，则道德立矣。”即使在今天看来，康同薇对中国女子教育的论述也依然重要和精辟，为近代女子教育开辟了先河。尽管她的思想很大程度上受到康有为的影响，但是她的文采与思想，丝毫不逊色于那个时代的男子。
1897年，《知新报》创刊后不久，由于康同薇精通英日两门外语，又担任了该报的日文翻译工作。《知新报》第32册的《本馆告白》（1897年9月26日）向读者告知近几期《知新报》的日文翻译工作由康同薇担任，“近刊之日本报大半为南海先生之女公子康同薇所译，揭之于此以免掠美。”
《知新报》极力宣传康有为的维新主张和理论，常规内容有报道中外新闻、评论时政、引介西学，是维新派的重要宣传阵地。

### 參與女性运动
在维新人士的设计中，要解放妇女首先要解放他们的身体，而不缠足是解放身体的第一步。但是要想让不缠足运动持续地发展下去，妇女的思想也亟需解放，因而不缠足运动和兴办女学是联系在一起的。在康有为的主持下，一大批与女性有关的运动轰轰烈烈的开始了。这其中，康同薇不仅是康有为的得力助手，同时也是这些运动发展的主力。

#### 不缠足运动
通读西书的康有为，明了外国女性有读书、交往的自由，他坚定让自己的女儿们将来做独立自由的女性。他认为缠足是束缚中国女性几千年最沉重的枷锁，双足的释放是思想和身体释放的开始。为此，他要从一件事开始：不给康同薇缠足。在那个时代，女性如果不缠足，可能落得无人相娶。但是由于有一个勇于改革的父亲和一个识大义的母亲，使康同薇从小免去了缠足之苦。自此新一代的康家女性都不再缠足，也不穿耳眼，她们是那个时代少有的自由而幸福的女性。
1897年，康有为与弟弟在上海成立全国的不缠足总会“不缠足会”，不缠足运动在全国轰轰烈烈地展开。康同薇在这其中现身说法说明天足的好处以及缠足的危害，成为不缠足运动的开路先锋，推动不缠足运动向全国发展。

#### 兴办女学
戊戌变法时期，康有为的弟子梁启超作《倡设女学堂启》，兴办女学成为维新派富国强民的另一条道路。前期的宣传工作和大的方向政策由康有为等男士制定，而校内具体的安排与教学任务却是由这些男士的家属承担，这其中有康同薇、梁启超的妻子李惠仙和谭嗣同的妻子李闰。
女学堂开办前有四次集会，1897年12月1日与6日的会议记录分别记载“唯康小姐文采敏捷，援笔立论”，“与集共百二十人，座中博学妙才，首推南海康小姐”。由于康同薇中学、西学都可以教授；舆论、宣传都可以援手，在其中担任了主要角色。
她对办女学不仅有许多宏观的论断，还有很多具体方法，同时她还将自己的观点在报纸公开发表，如在《知新报》发表的《女学利弊说》。她认为：“女学者所以端本也，本端则万事理 。”康同薇不仅仅是提倡女学，她还提倡有用之学，所学要对自己与国家有用，以便将来可以胜任职业。

#### 《女学报》
在办女学过程中，康有为等人认识到解放女性不能仅仅靠办学，因而成立了女学会，主持女子解放事务，想要将女性团结在一起；当然专门宣传女子事业的报纸也是必不可少的，因而中国的第一份女子报纸《女学报》成立。此报是在1898年7月24日，由康同薇、裘毓芳、李惠仙（梁启超夫人）等人在上海共同创办的，是中国最早由妇女主办的以妇女为受众的报刊。由于康同薇之前的办报经验以及先进的女学思想，成为全国十八位主笔之“主”。
报纸主要提倡婚姻自主、争取男女平等、主张女性的受教育权、提倡科学反对迷信等，更难能可贵的是提出了妇女的参政权。女学报的口号是“天下兴亡，女子亦有责”。所有内容几乎都与妇女解放有关，设有论说、新闻、征文等栏目，每期都有附图。该报为期刊，每月三期，每期的第一页上都印有“CHINESE GIRL’S PROGRESS”（直译为“中国女孩的进步”）的字样；该报以白话文写作，创立了用普通话办报的新风。“每印数千张，一瞬而完”。
《女学报》是妇女解放的第一声响亮呐喊，使得女性在社会中的发言越来越多。妇女解放的星星之火，慢慢的开始燎原。
由于戊戌变法失败，维新人士被追杀迫害。1898年10月《女学报》被迫停刊，但是妇女解放的第一步已经迈出。康同薇开创的妇女解放事业，在中国留下了深远的意义。

## 家庭
1898年9月22日，慈禧发布通缉，命令各地严查康有为及其党羽，一旦发现，就地正法。康有为等人开始逃难，康同薇也在其列，康氏家族大部分逃至香港。1898年10月26日康有为踏上救光緒帝的旅途去了日本，第二年又去了加拿大和英国，香港的一家老小交给康同薇照料。
1899年康同薇与麦仲华在香港成婚。麦仲华是康有为的弟子，字曼宣，广东顺德人。麦仲华曾编纂《经世文新编》一书，主要内容为当时先进的言论。在香港时担任电报局局长。
康有为十分信赖康同薇，于他写给康同薇的多封信中看出，从维新事业的成败，到家中琐事的安排，他都与同薇商量并且交予她做。康同薇一生生育十一个子女，生育和教育子女几乎占据了她婚后三十年的所有精力。可以说康同薇一生都在帮助完成父亲的事业和相夫教子中度过。
1974年康同薇去世，享年96岁。